# La Nouvelle France (revue)
Pour les articles homonymes, voir Nouvelle-France (homonymie).
La Nouvelle France, « Organe national indépendant », puis « Organe nationaliste d'action antijuive »[Quand ?], était un périodique français fondé[Quand ?] et dirigé par Henry Coston[Information douteuse]. Il s'agissait d'une revue nationaliste, antisémite et antimaçonnique. 
La ville d'édition a été Tonneins, Paris, puis Vichy, 1930 - mars/juin.

## Historique
En octobre 1930, elle devient La Libre Parole organe nationaliste indépendant.